# شاهنامه شترال
شاهنامه شترال هي قصيدة ملحمية طويلة كتبها الشاعر الشترالي محمد سيار في القرن التاسع عشر. تتناول الرواية الفارسية الطويلة بعض الموضوعات الخطيرة وتحتوي على تفاصيل الأعمال البطولية والأحداث ذات الأهمية الثقافية والوطنية.

## طالع أيضًا
- تاريخ شيترال
- نايي تاريخ شيترال